# Dercetis
Dercetis è un genere di pesci ossei estinti, appartenenti agli aulopiformi. Visse nel Cretaceo superiore (Turoniano – Maastrichtiano, circa 90 - 70 milioni di anni fa) e i suoi resti fossili sono stati ritrovati in Europa, Nordamerica, Africa e Asia.

## Descrizione
Questo pesce era di dimensioni variabili a seconda delle specie, ma solitamente poteva superare i 30 centimetri di lunghezza. Possedeva un corpo allungatissimo e snello,simile a quello di un'aguglia, terminante in un muso allungato e sottile, simile a un becco e dotato di denti aguzzi; il rostro non era così allungato come in altre forme più specializzate, come Rhynchodercetis. Al contrario di altri generi simili, in Dercetis i denti erano presenti anche sull'ectopterigoide. Gli occhi erano grandi. La pinna dorsale era bassa e allungata, posizionata all'incirca a metà del corpo, ed era sostenuta da circa 35 raggi. Le pinne pettorali e le pinne pelviche erano strette e allungate. La pinna anale era piccola e arretrata, mentre la pinna caudale era moderatamente biforcuta. Le vertebre erano caratterizzate dalla presenza di una o due paia di processi traversi prominenti, nella zona dell'addome. Erano inoltre presenti numerosi piccoli scudi ossei disposti in una o più file lungo i fianchi.

## Classificazione
Dercetis è un rappresentante degli aulopiformi, un gruppo di pesci ossei rappresentati da numerose forme attuali ma che durante il Cretaceo erano ancor più diversificati. In particolare, Dercetis è il genere eponimo della famiglia Dercetidae, comprendente numerose forme dal corpo allungato e dal muso sottile, di abitudini predatorie. Sembra che Dercetis, all'interno della famiglia, occupasse una posizione piuttosto basale.

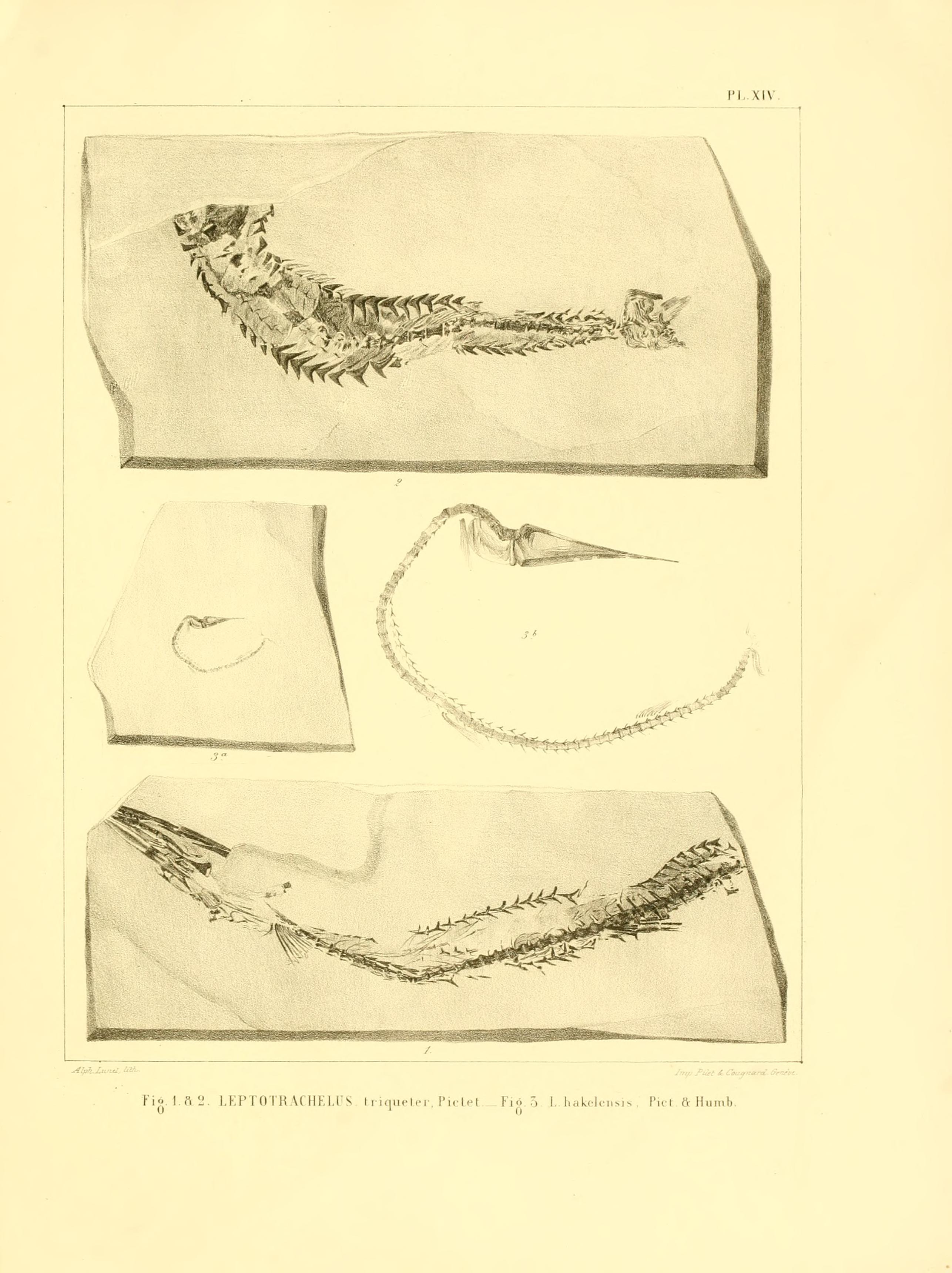
Illustrazione di fossili di Dercetis (=Leptotrachelus) triqueter

Il genere Dercetis venne descritto per la prima volta nel 1834 da Louis Agassiz. La specie tipo è Dercetis elongatus, ma a questo genere sono state attribuite numerose altre specie, come D. triqueter, D. congolensis, D. limhamnensis, D. ornatissimus, D. scutatus, provenienti da numerosi giacimenti del Cretaceo superiore di Europa, Asia minore e Africa. Secondo gli studi più recenti, le uniche specie valide appartenenti a Dercetis sono la specie tipo, D. triqueter del Libano, descritta originariamente da Pictet nel 1850 (Silva e Gallo, 2011), e D. magnificus, del Campaniano del Canada. Un'altra forma simile, a volte confusa con Dercetis, è Benthesikyme.

## Paleoecologia
Dercetis era un predatore agile e veloce, che probabilmente si muoveva velocemente grazie a forti colpi della coda.